# 克羅地亞國家足球隊
克羅埃西亞國家足球隊於克羅地亞獨立後成立，由克羅地亞足球總會管理，首次參加歐洲國家盃就晉身八強，引起國際足球界的關注，再於兩年後的1998年世界盃足球賽奪得季軍，其中球員達沃·蘇克奪得金靴獎；克罗地亚於1994年及1998年獲國際足球總會頒發「最佳進步獎」，且在2018年世界盃足球賽中，歷史性地奪得亞軍，創出該隊最佳成績，而隊長莫德里奇也奪得該屆金球奖。2022年世界盃足球賽，克羅地亞再次晉級最後四強，最後取得季軍。
目前克羅地亞的球衣贊助商是Nike。由于其以克羅地亞棋盤圖為主的球衣图案在众多运动队中独树一帜，克罗地亚国家足球队在中文世界中也有着“格子军团”的称呼。

## 歷史

### 獨立前
足球開始於20世紀初流行於克罗地亚，但當時克羅地亞仍未獨立，所以克罗地亚的球員在獨立之前是代表南斯拉夫的。在第二次世界大戰之前，南斯拉夫的政治形勢平穩，克羅地亞省容許擁有自己的足球代表隊。克罗地亚的首次勝利是於1940年8月2日在薩格勒布以4比0擊敗瑞士。第二次世界大戰期間，克羅地亞足球總會以傀儡的克罗地亚加入FIFA，為軸心國而戰。在這期間，他們被德國兩次擊敗。二次大戰後，克羅地亞回歸南斯拉夫，在上世紀五十至八十年代，克羅地亞球員皆加入南斯拉夫國家足球隊參予國際賽。

### 正式成軍
末代南斯拉夫足球代表隊在1991年5月16日出戰法羅群島，當時隊內已經多由克羅埃西亞裔的球員組成。1991年6月，克罗地亚脫離南斯拉夫獨立，立即成立克罗地亚國家足球隊。然而，在更早之前，克罗地亚便組建過一支非正式的國家隊，並在1990年10月17日於馬克西米爾體育場與美國隊踢了隊史第一場現代國際賽事，終場克罗地亚以2-1獲勝。這場比賽是第一場由謝高域擔任領隊的比賽，也是球隊史上第一次穿著仿克羅埃西亞國徽格紋設計的國家隊球衣。雖然在1991年10月8日獨立宣言生效之前，克羅埃西亞依法仍屬於南斯拉夫的一部分，但這支隊伍已經是事實上的克羅埃西亞國家隊。克羅埃西亞在謝就域的帶領下再贏得兩場友誼賽，分別是1990年12月對陣羅馬尼亞，及1991年6月對陣斯洛文尼亞。
1992年7月3日，克羅埃西亞正式再度獲得國際足球總會承認後，踢了克羅埃西亞足球隊史上第一場正式國際賽，在墨爾本、阿德莱德和雪梨出戰澳洲。克羅埃西亞先是由朴利普域執教，直到1993年4月弗拉特科·马尔科维奇接任總教練。1993年6月，克羅埃西亞終於獲得歐洲足球總會聯盟承認，但已錯過1994年國際足總世界盃的外圍賽。馬高域只執教過一場比賽，即1993年6月在主場對上烏克蘭、終場由克羅埃西亞獲勝，隨後便在1994年2月被裁撤，翌月由米羅斯拉夫·布拉舍維奇接任總教練。由於在克羅埃西亞正式獨立前的比賽並未被國際足總納入賽事紀錄，因此克羅埃西亞最初在國際足總的世界排名中名列第125名。在比拉斯域領軍之下，1994年9月4日，克羅埃西亞在1996年歐洲國家盃外圍賽拿下了獨立後的第一場勝利，以2–0擊敗愛沙尼亞。克羅埃西亞的第一敗則是在1995年6月11日，同樣在1996年歐洲國家盃外圍賽，於客場以1–0負於烏克蘭。克羅埃西亞最終在外圍賽中以分組第一之姿，晉級了歐洲國家盃賽事。克羅埃西亞並在年底晉升至世界排名第62名，因此獲得國際足總頒發「最佳進步獎」。

### 布拉澤維奇時代與「黃金世代」（1994–99）

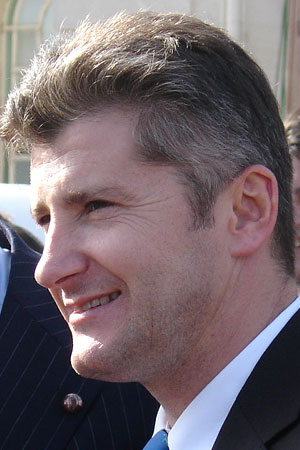
達沃·蘇加

1996年歐洲國家盃，戈蘭·弗拉奧維奇為克羅埃西亞在國際大型賽事踢進第一顆進球，克羅埃西亞並靠著這顆進球在小組賽於諾丁漢城市足球場擊敗了土耳其。克羅埃西亞接著以3–0擊退衛冕軍丹麥，但在最後一場小組賽同樣以三分之差敗給葡萄牙。克羅埃西亞晉級到了淘汰賽，但在八強賽以1–2敗給德國。德國隊也是當年後來的冠軍。
雖然歐洲國家盃在八強賽失利，在布拉澤維奇的帶領下，克羅埃西亞隊史首度參加1998年世界盃外圍賽，並靠著附加賽中的兩顆進球擊敗烏克蘭，挺進世界盃。在小組賽中，克羅埃西亞戰勝牙買加和日本，但敗給阿根廷，以分組第二晉級淘汰賽。克羅埃西亞一路過關斬將，先在十六強戰踢贏了羅馬尼亞，接著在八強戰面對當時世界排名第二的德國。克羅埃西亞在克里斯蒂安·沃恩斯被罰下場後，戲劇性地靠著羅伯特·雅爾尼、戈蘭·弗拉奧維奇和達沃·蘇克相繼進球，以3–0爆冷德國。準決賽對上法國，上半場兩隊皆未能攻進球門，到了下半場克羅埃西亞靠著蘇克的進球取得領先優勢，但迅速被法國隊利利安·圖拉姆的入球扳平，之後圖拉姆再入一球，終場克羅地亞以1–2吞下敗仗。最後克羅埃西亞以2–1再爆冷擊敗荷蘭拿下1998年世界盃季軍，平了首度晉身世界杯決賽周球隊的最佳成績紀錄（此紀錄由1966年世界盃季軍葡萄牙保持）。達沃·蘇克以七戰中共進六球的成績，奪下金靴獎。克羅埃西亞在世界盃一鳴驚人，亮眼的戰果也讓克羅埃西亞的世界排名驟升。1999年1月，克羅埃西亞在國際足總世界排名中的全球第三，是迄今隊史世界排名最高的紀錄，1990年代的克羅埃西亞國家隊也因此被稱為「黃金世代」（Golden Generation）。「黃金世代」的成員包括多位之前南斯拉夫U20的1987年世青盃奪冠班底（雅爾尼、史迪馬、博班、普羅辛內茨基和蘇克）。
儘管在前兩場大型比賽中取得了不錯的成績，克羅埃西亞在2000年歐洲國家盃卻出師不利，在外圍分組賽中排在南斯拉夫和愛爾蘭後面，名列小組第三。克羅埃西亞在對上宿敵南斯拉夫（後來改名為塞爾維亞與黑山）的兩場比賽中都只踢到和局，使得克羅埃西亞未能晉級國家盃的正式比賽。

### 巴里奇、克蘭尼察與比利奇執教時代（2000–12）

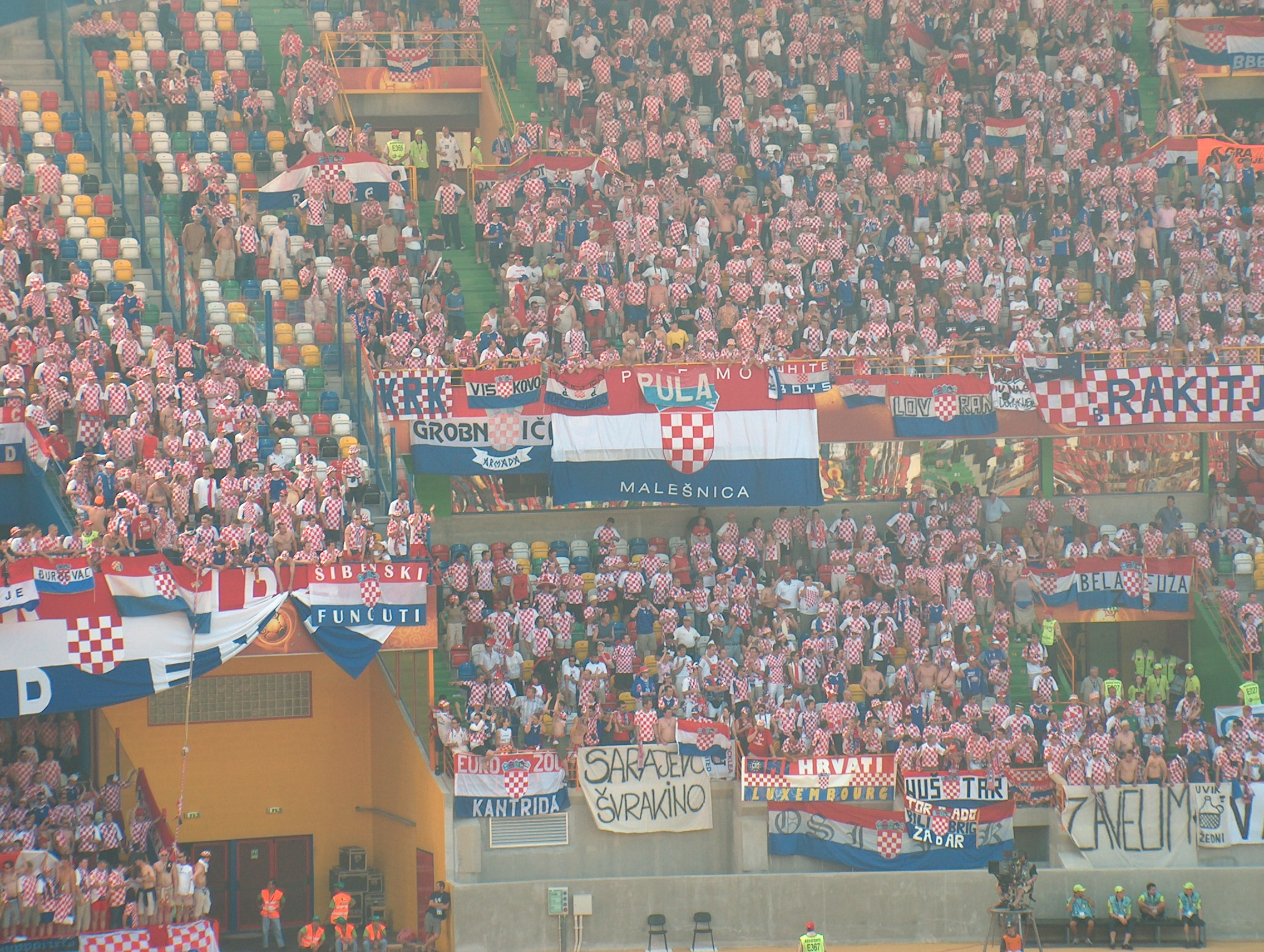
2001年國際賽事上的克羅埃西亞國家隊球迷

在2000年歐洲國家盃失利後，布拉澤維奇保住了教頭的位子；然而隨著2002年世界盃外圍賽開打，克羅埃西亞接連在對上比利時與蘇格蘭的比賽中踢和，布拉澤維奇終於向克羅埃西亞足協遞出辭呈，並由前南斯拉夫U20隊的教頭米尔科·约齐奇接任國家隊總教練。約日奇曾在1987年帶領南斯拉夫U20隊拿下世青賽冠軍。雖然當時多位「黃金世代」的球員已經退役，克羅埃西亞在後續外圍賽中仍表現不俗，並以不敗之身晉級。在2002年世界盃分組賽中，克羅埃西亞開賽便以0 – 1小分差敗給了墨西哥，卻在後面的賽事中爆冷以2–1擊敗2000年歐洲國家盃的亞軍義大利，保住了晉級淘汰賽的一線生機。然而，隨著在最後一場比賽敗給厄瓜多，克羅埃西亞確定止步於分組賽。約日奇辭去總教練一職，並在2002年7月由克羅埃西亞裔、奧地利籍的奥托·巴里奇接任總教練。巴里奇也成為克羅埃西亞國家隊第一位非出生於巴爾幹半島的總教練。
在巴里奇的執教下，克羅埃西亞國家隊歷經了一波換血潮，絕大多數「黃金世代」的球員漸漸被年輕球員所取代。2004年歐洲國家盃外圍賽，克羅埃西亞最終靠著達多·普爾紹一記左腳射門，在附加賽中以2–1擊敗斯洛維尼亞，順利晉級歐洲國家盃賽事。在葡萄牙的分組賽中，克羅埃西亞先是分別以0–0和2–2與瑞士和上屆冠軍法國踢和，但在以2–4敗給英格蘭後，無緣晉級 。巴里奇的兩年執教合約在2004年6月到期後未獲續約。前克羅埃西亞國腳兹拉特科·克拉尼恰尔在2004年7月被任命為新任國家隊總教練。在克蘭尼察的執教之下，克羅埃西亞在2006年世界盃外圍賽一敗未嚐，在瑞典和保加利亞之上，以分組第一出線。然而，克羅埃西亞國內部分媒體不滿他疑似利用裙帶關係，將他的兒子尼科·克蘭尼察選入國家隊。2006年世界盃，克羅埃西亞在開幕戰敗給巴西，並在對上日本的比賽中，因為達里奧·斯爾納在上半場踢失一球十二碼，終場以0–0和局作收。最後一場分組賽對上澳洲，比賽中犯規不斷，共有三名球員被紅牌罰下，終場以2–2踢和，克羅埃西亞確定被淘汰。這場比賽也是足壇史上著名的「三張黃牌」大烏龍，主裁判葛瑞姆·波在給了約瑟普·希穆尼奇第二張黃牌後卻未將希穆尼奇驅逐出場，後來發現後才再補了希穆尼奇一張黃牌，將他罰下場。波爾賽後解釋，自己因為希穆尼奇的澳洲口音而將他誤記為澳洲隊的球員。因為這起嚴重的執法失誤，波爾備受足壇批評，不久後便從足球賽場上退役。

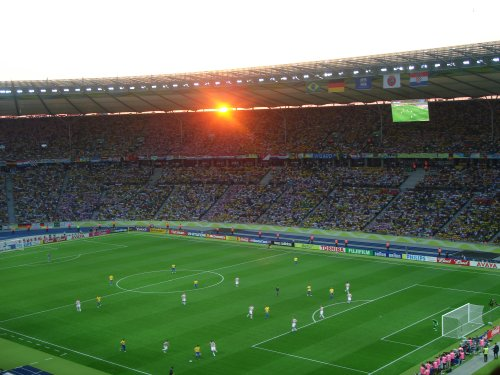
2006年世界盃，克羅埃西亞對上巴西的比賽

2006年7月，克羅埃西亞足協裁掉克蘭尼察，任命斯拉文·比利奇為新任總教練。比利奇是先前克羅埃西亞「黃金世代」的國腳之一，2004年至2006年間曾任克羅埃西亞U21隊總教練。在他的執教下，克羅埃西亞國家隊大量啟用年輕球員，再度歷經一波換血，後來被證實是成功的選擇。比利奇執教的第一場比賽是客場對上2006年世界盃冠軍義大利的一場友誼賽。其後，比利奇極具爭議性地棄用斯爾納、奧利奇和博什科·巴拉班，因為他們數度流連塞爾維亞浪潮夜店而違反了球隊的宵禁規定；然而，在比利奇的執教下，克羅埃西亞仍順利闖入2008年歐洲國家盃。克羅埃西亞在外圍賽中拿下分組第一，僅有一場比賽輸給馬其頓，此外更是兩度擊敗英格蘭。這也使得英格蘭在外圍賽遭到淘汰，是隊史自1984年以來首度無緣晉級歐洲國家盃。
緊接著在歐洲國家盃後，2008年2月23日，克羅埃西亞的首席前鋒愛德華多在英超聯賽為兵工廠效力的比賽中被對手鏟傷，造成左小腿骨折。比利奇被迫大幅調整2008年歐洲國家盃的陣容，徵召尼古拉·卡利尼奇和尼古拉·波克里瓦奇入國家隊，此前兩人皆未為國家隊效力過。克羅埃西亞在熱身賽對上蘇格蘭和摩爾多瓦時，因為疲弱的進攻而飽受輿論批評。但在盃賽開打後，克羅埃西亞在分組賽中接連擊敗奧地利、德國和波蘭，以分組第一之姿，隊史上首度晉級歐洲國家盃淘汰賽。尼科·科瓦奇在預計是他為克羅埃西亞國家隊效力的最後一年中仍擔綱隊長一職，只有在分組賽最後一場比賽中才短暫將隊長臂章卸下，由達里奧·西米奇代職。克羅埃西亞在半準決賽正規時間與土耳其踢和後，在PK大戰中盧卡·莫德里奇、伊萬·拉基蒂奇和姆拉登·佩特里奇都踢失了十二碼，戲劇性地以1 – 3敗給土耳其，止步八強。克羅埃西亞抱著最低失球數（2球）、最少負（0負）和最快進球（在對奧地利的比賽開賽第四分鐘時進球；這同時也是歐洲國家盃賽事史上最快的十二碼進球）的紀錄遭到淘汰。
到2010年代，克羅地亞更是多加了許多球星，使其戰力大大提升，如莫德里奇、曼祖基奇、瑞克提奇、奧利奇等。克羅地亞踢法強悍，不少勁旅與其交手都嘗下不少苦頭。其中在2012年歐洲國家盃分組賽面對當屆冠亞軍西班牙及意大利，對西班牙奮戰到完場前才失球僅負0-1，而對意大利更能打成1-1平手。

### 史迪馬、科瓦奇與察希奇執教年代（2012–17）
在比利奇卸任後，前國家隊後衛兼評論家伊戈爾·史迪馬接任國家隊總教練的職位。克羅埃西亞足壇傳奇射手達沃·蘇克也在弗拉特科·马尔科维奇逝世後，接任克羅埃西亞足球總會（HNS）主席，結束了長達十四年的馬柯維奇時代。在史迪馬的執教下克羅埃西亞屢嘗敗績，在2014年世界盃外圍賽僅拿下分組第二名，驚險地晉級第二輪附加賽。克羅埃西亞足總遂裁掉史迪馬，改任命原本U21隊的教練尼科·科瓦奇為新任國家隊總教練，結束了史迪馬短暫的國家隊執教時代。克羅埃西亞在外圍賽附加賽於札格瑞布主場迎戰冰島，順利以2–0拿下勝利，晉級世界盃，只是最終也止步於小組賽，無法創出更好的成績。
在2018年世界盃外圍賽，克羅地亞與冰島、烏克蘭及土耳其三支實力份子同組，雖然克羅地亞一直處於小組前列位置，但球隊狀況並不穩定，更在倒數第二輪主場結束時遭到弱旅芬蘭以1-1逼平，不僅將小組首名的直接出線資格奉送給冰島，積分上還被排小組第三位的烏克蘭追平，克羅地亞足協因此解僱了安特·察希奇這位老教頭，改由茲拉特科·達利奇上任，才在最後一輪以2-0擊敗烏克蘭，保住小組次名附加賽的資格，並在附加賽兩回合以總比分4-1擊敗希臘，順利晉級決賽周。

### 達利奇執教年代與第二代「黃金世代」（2017–2024）

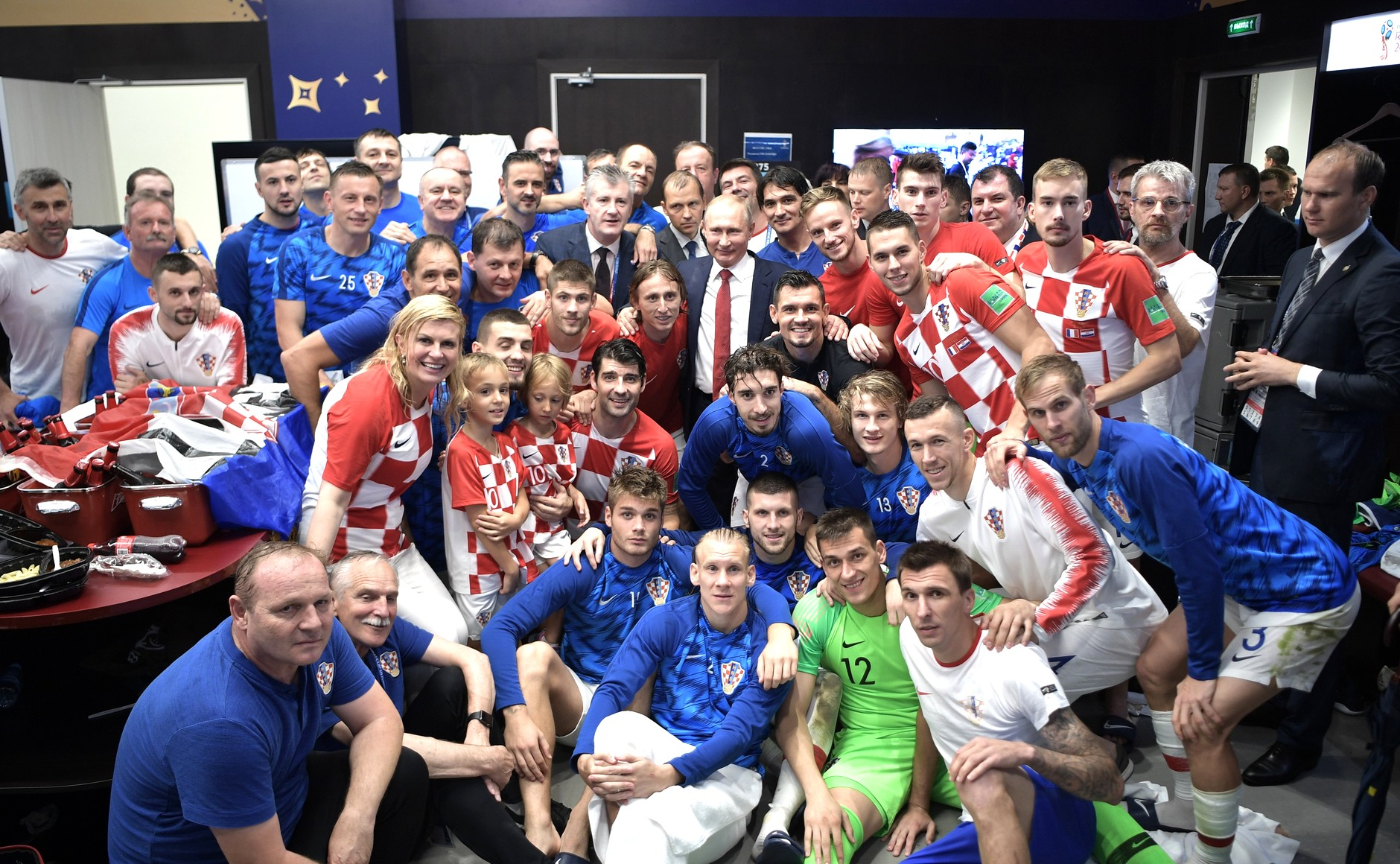
克罗地亚队全队在2018年國際足協世界盃決賽后与克罗地亚总统基塔罗维奇及俄罗斯总统普京合影

來到了2018年世界盃，實力上向來被視為奪冠黑馬的克羅地亞狀態大勇，首先在決賽周分組賽取得三戰全勝，並且以3-0大勝傳統勁旅阿根廷；到了十六強和八強淘汰賽克羅地亞皆以互射十二碼擊敗丹麥和世界盃東道主俄羅斯，順利晉級四強；在四強戰克羅地亞更在加時以2比1擊敗奪標熱門英格蘭，歷史上首次打入冠軍戰，2018年7月15日與法國爭奪冠軍寶座，同時亦打破了自1998年世界盃季軍戰最佳世界盃成績記錄，最终2-4不敌法国获得亚军。很多球迷（包括非克羅地亞球迷）都表示支持和欣賞克羅地亞球員的堅毅精神，縱使克羅地亞有大量傷兵但無阻克羅地亞球員奮戰到底，門將蘇巴錫也成功撲救多球威脅球，更有球迷認為應向球員摩迪歷與拉傑迪頒發金球獎。2018年世界杯金球奖最终由摩迪歷获得。
2020年歐洲國家盃外圍賽，克羅地亞以小組首名晉級決賽周。因2019冠狀病毒病疫情，本屆決賽周延遲一年至2021年才舉行。克羅地亞在首場分組賽以0-1不敵2018年世界盃準決賽的對手英格蘭，第二場比賽只能1-1迫和捷克，被指實力比三年前奪得世界杯亞軍時有所下滑，最後一場分組賽克羅地亞以3-1擊敗蘇格蘭，反壓捷克取得小組次名晉級十六強賽，對手是2008年及2012年的歐洲國家盃冠軍西班牙，克羅地亞在比賽最後十分鐘連追兩球，在法定時間內以3-3迫和西班牙，可惜克羅地亞在加時上半場失掉兩球，最後以3-5被西班牙淘汰出局。
2022年世界盃外圍賽，一度位處小組次名的克羅地亞，在最後一場外圍賽力克小組首名的俄羅斯，反先對手成為小組首名，直接出線決賽周。2022年世界杯，克羅地亞與上屆世界杯季軍比利時、摩洛哥和加拿大同組，克羅地亞首仗賽和摩洛哥0-0，次仗以4-1反勝加拿大，最後一仗以0-0賽和比利時，壓倒比利時取得小組次名晉級十六強賽。十六強賽克羅地亞在法定時間內以1-1迫和日本，加時雙方亦未能增添紀錄，克羅地亞最後在互射十二碼階段擊敗日本，晉級八強的克羅地亞面對五屆世界杯冠軍巴西，被看低一線的克羅地亞在法定90分鐘與巴西打和0-0，進入加時賽。克羅地亞在加時上半場被巴西的尼馬攻入一球，但在加時下半場取得入球扳平1-1，須再次以互射十二碼決定勝負，結果克羅地亞再次在互射十二碼中獲勝淘汰巴西，晉級四强，對戰另一支南美勁旅阿根廷。儘管上屆世界杯分組賽，克羅地亞曾以3-0擊敗阿根廷，本屆準決賽時克羅埃西亞被阿根廷以3-0擊敗，轉戰季軍戰，最終以2比1擊敗本屆黑馬摩洛哥，得到季軍。尽管没能在半决赛再进一步，但连续两届世界杯都能晋级四强并收获奖牌，克罗地亚已经创造历史。

### 欧洲杯失利，黄金一代谢幕 (2024 -至今)
2024年德国欧洲杯外圍赛，克羅地亞队首场比赛被威尔士逼平，虽然保持不败，但引起克罗地亚媒体大量批评，隨後克羅地亞不敌土耳其，最终小胜亚美尼亚，以小組次名晋级小組賽。在小組比賽中，克羅地亞首場以0-3敗給西班牙，接著以2-2與阿尔巴尼亚打成平手，最後一場比賽中，克羅埃西亞率先取得進球，但在下半場補時階段意大利攻入一球，扳平比分，最終兩隊以1-1踢平，致克羅地亞排名小組第三名，更因成績不及其他組別的第三名，無緣晉級16強。

## 代表顏色

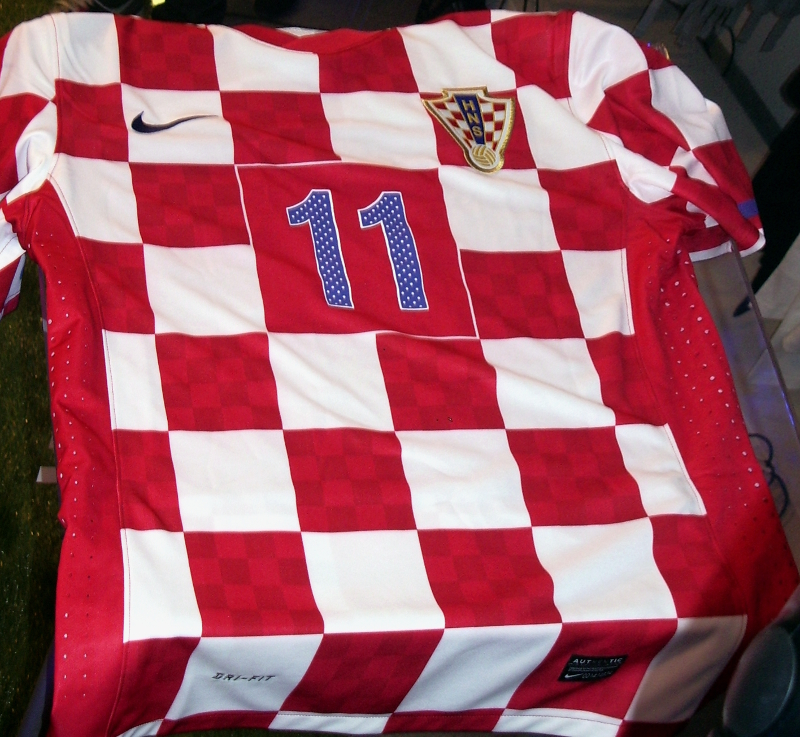
克羅埃西亞棋盤圖自中世紀以來便是克羅埃西亞的象徵

現今克羅埃西亞的球衣是在1990年由該國頗富盛譽的藝術家米羅斯拉夫·蘇提所設計的。蘇提也是克羅埃西亞國徽和流通貨幣庫納的設計師。球衣上傳統紅白相間的格紋設計源自於歷史悠久的克羅埃西亞棋盤圖（šahovnica），其自中世紀以來便被用作為克羅埃西亞的象徵。雖然後來樂得和耐吉等球衣廠商都曾基於原版設計做了些許微調，但格紋主視覺一直是克羅埃西亞的國家象徵。

### 球衣贊助商
| 球衣贊助商 | 贊助年份      |
| ---------- | ------------- |
| 優斯寶     | 1990年–1991年 |
| 樂得       | 1992年–1994年 |
| 卡帕       | 1994年        |
| 樂得       | 1994年–2000年 |
| 耐吉       | 2000年–至今   |

### 歷年球衣
| 1990 – 第一套格紋球衣 | 1996–1997 · 主場球衣 | 1998–2000 · 主場球衣 | 2002–2004 · 主場球衣 | 2004–2006 · 主場球衣 | 2006–2008 · 主場球衣 | 2008–2010 · 主場球衣 | 2010–2012 · 主場球衣 | 2012–2014 · 主場球衣 | 2014–2016 · 主場球衣 | 2016–2018 · 主場球衣 |

| 1940 – 第一套正式球衣 | 1996–1997 · 客場球衣 | 1998–2000 · 客場球衣 | 2002–2004 · 客場球衣 | 2004–2006 · 客場球衣 | 2006–2008 · 客場球衣 | 2008–2010 · 客場球衣 | 2010–2012 · 客場球衣 | 2012–2014 · 客場球衣 | 2014–2016 · 客場球衣 | 2016–2018 · 客場球衣 |

## 賽事成績

### 荣誉
- 1998年國際足協世界盃季军
- 2018年國際足協世界盃亚军
- 2022年國際足協世界盃季军
- 欧洲国家联赛亚军
- 1998年国际足联 “最佳进步奖”

### 世界盃成績
| 年份   | 最終成績             | 總排名               | 場次                 | 勝                   | 和                   | 負                   | 入球                 | 失球                 |
| ------ | -------------------- | -------------------- | -------------------- | -------------------- | -------------------- | -------------------- | -------------------- | -------------------- |
| 1930年 | 隸屬南斯拉夫的一部分 | 隸屬南斯拉夫的一部分 | 隸屬南斯拉夫的一部分 | 隸屬南斯拉夫的一部分 | 隸屬南斯拉夫的一部分 | 隸屬南斯拉夫的一部分 | 隸屬南斯拉夫的一部分 | 隸屬南斯拉夫的一部分 |
| 1934年 | 隸屬南斯拉夫的一部分 | 隸屬南斯拉夫的一部分 | 隸屬南斯拉夫的一部分 | 隸屬南斯拉夫的一部分 | 隸屬南斯拉夫的一部分 | 隸屬南斯拉夫的一部分 | 隸屬南斯拉夫的一部分 | 隸屬南斯拉夫的一部分 |
| 1938年 | 隸屬南斯拉夫的一部分 | 隸屬南斯拉夫的一部分 | 隸屬南斯拉夫的一部分 | 隸屬南斯拉夫的一部分 | 隸屬南斯拉夫的一部分 | 隸屬南斯拉夫的一部分 | 隸屬南斯拉夫的一部分 | 隸屬南斯拉夫的一部分 |
| 1950年 | 隸屬南斯拉夫的一部分 | 隸屬南斯拉夫的一部分 | 隸屬南斯拉夫的一部分 | 隸屬南斯拉夫的一部分 | 隸屬南斯拉夫的一部分 | 隸屬南斯拉夫的一部分 | 隸屬南斯拉夫的一部分 | 隸屬南斯拉夫的一部分 |
| 1954年 | 隸屬南斯拉夫的一部分 | 隸屬南斯拉夫的一部分 | 隸屬南斯拉夫的一部分 | 隸屬南斯拉夫的一部分 | 隸屬南斯拉夫的一部分 | 隸屬南斯拉夫的一部分 | 隸屬南斯拉夫的一部分 | 隸屬南斯拉夫的一部分 |
| 1958年 | 隸屬南斯拉夫的一部分 | 隸屬南斯拉夫的一部分 | 隸屬南斯拉夫的一部分 | 隸屬南斯拉夫的一部分 | 隸屬南斯拉夫的一部分 | 隸屬南斯拉夫的一部分 | 隸屬南斯拉夫的一部分 | 隸屬南斯拉夫的一部分 |
| 1962年 | 隸屬南斯拉夫的一部分 | 隸屬南斯拉夫的一部分 | 隸屬南斯拉夫的一部分 | 隸屬南斯拉夫的一部分 | 隸屬南斯拉夫的一部分 | 隸屬南斯拉夫的一部分 | 隸屬南斯拉夫的一部分 | 隸屬南斯拉夫的一部分 |
| 1966年 | 隸屬南斯拉夫的一部分 | 隸屬南斯拉夫的一部分 | 隸屬南斯拉夫的一部分 | 隸屬南斯拉夫的一部分 | 隸屬南斯拉夫的一部分 | 隸屬南斯拉夫的一部分 | 隸屬南斯拉夫的一部分 | 隸屬南斯拉夫的一部分 |
| 1970年 | 隸屬南斯拉夫的一部分 | 隸屬南斯拉夫的一部分 | 隸屬南斯拉夫的一部分 | 隸屬南斯拉夫的一部分 | 隸屬南斯拉夫的一部分 | 隸屬南斯拉夫的一部分 | 隸屬南斯拉夫的一部分 | 隸屬南斯拉夫的一部分 |
| 1974年 | 隸屬南斯拉夫的一部分 | 隸屬南斯拉夫的一部分 | 隸屬南斯拉夫的一部分 | 隸屬南斯拉夫的一部分 | 隸屬南斯拉夫的一部分 | 隸屬南斯拉夫的一部分 | 隸屬南斯拉夫的一部分 | 隸屬南斯拉夫的一部分 |
| 1978年 | 隸屬南斯拉夫的一部分 | 隸屬南斯拉夫的一部分 | 隸屬南斯拉夫的一部分 | 隸屬南斯拉夫的一部分 | 隸屬南斯拉夫的一部分 | 隸屬南斯拉夫的一部分 | 隸屬南斯拉夫的一部分 | 隸屬南斯拉夫的一部分 |
| 1982年 | 隸屬南斯拉夫的一部分 | 隸屬南斯拉夫的一部分 | 隸屬南斯拉夫的一部分 | 隸屬南斯拉夫的一部分 | 隸屬南斯拉夫的一部分 | 隸屬南斯拉夫的一部分 | 隸屬南斯拉夫的一部分 | 隸屬南斯拉夫的一部分 |
| 1986年 | 隸屬南斯拉夫的一部分 | 隸屬南斯拉夫的一部分 | 隸屬南斯拉夫的一部分 | 隸屬南斯拉夫的一部分 | 隸屬南斯拉夫的一部分 | 隸屬南斯拉夫的一部分 | 隸屬南斯拉夫的一部分 | 隸屬南斯拉夫的一部分 |
| 1990年 | 隸屬南斯拉夫的一部分 | 隸屬南斯拉夫的一部分 | 隸屬南斯拉夫的一部分 | 隸屬南斯拉夫的一部分 | 隸屬南斯拉夫的一部分 | 隸屬南斯拉夫的一部分 | 隸屬南斯拉夫的一部分 | 隸屬南斯拉夫的一部分 |
| 1994年 | 尚未成為國際足協會員 | 尚未成為國際足協會員 | 尚未成為國際足協會員 | 尚未成為國際足協會員 | 尚未成為國際足協會員 | 尚未成為國際足協會員 | 尚未成為國際足協會員 | 尚未成為國際足協會員 |
| 1998年 | 季軍                 | 3                    | 7                    | 5                    | 0                    | 2                    | 11                   | 5                    |
| 2002年 | 小組賽               | 23                   | 3                    | 1                    | 0                    | 2                    | 2                    | 3                    |
| 2006年 | 小組賽               | 22                   | 3                    | 0                    | 2                    | 1                    | 2                    | 3                    |
| 2010年 | 未能晉級             | 未能晉級             | 未能晉級             | 未能晉級             | 未能晉級             | 未能晉級             | 未能晉級             | 未能晉級             |
| 2014年 | 小組賽               | 19                   | 3                    | 1                    | 0                    | 2                    | 6                    | 6                    |
| 2018年 | 亞軍                 | 2                    | 7                    | 4                    | 2                    | 1                    | 14                   | 9                    |
| 2022年 | 季軍                 | 3                    | 7                    | 2                    | 4                    | 1                    | 8                    | 7                    |
| 總結   | 一次亞軍             | 6/7                  | 30                   | 13                   | 8                    | 9                    | 43                   | 33                   |

### 歐洲國家盃成績
| 年份   | 最終成績             | 場次                 | 勝                   | 和                   | 負                   | 入球                 | 失球                 |                      |
| ------ | -------------------- | -------------------- | -------------------- | -------------------- | -------------------- | -------------------- | -------------------- | -------------------- |
| 1960年 | 隸屬南斯拉夫的一部分 | 隸屬南斯拉夫的一部分 | 隸屬南斯拉夫的一部分 | 隸屬南斯拉夫的一部分 | 隸屬南斯拉夫的一部分 | 隸屬南斯拉夫的一部分 | 隸屬南斯拉夫的一部分 | 隸屬南斯拉夫的一部分 |
| 1964年 | 隸屬南斯拉夫的一部分 | 隸屬南斯拉夫的一部分 | 隸屬南斯拉夫的一部分 | 隸屬南斯拉夫的一部分 | 隸屬南斯拉夫的一部分 | 隸屬南斯拉夫的一部分 | 隸屬南斯拉夫的一部分 | 隸屬南斯拉夫的一部分 |
| 1968年 | 隸屬南斯拉夫的一部分 | 隸屬南斯拉夫的一部分 | 隸屬南斯拉夫的一部分 | 隸屬南斯拉夫的一部分 | 隸屬南斯拉夫的一部分 | 隸屬南斯拉夫的一部分 | 隸屬南斯拉夫的一部分 | 隸屬南斯拉夫的一部分 |
| 1972年 | 隸屬南斯拉夫的一部分 | 隸屬南斯拉夫的一部分 | 隸屬南斯拉夫的一部分 | 隸屬南斯拉夫的一部分 | 隸屬南斯拉夫的一部分 | 隸屬南斯拉夫的一部分 | 隸屬南斯拉夫的一部分 | 隸屬南斯拉夫的一部分 |
| 1976年 | 隸屬南斯拉夫的一部分 | 隸屬南斯拉夫的一部分 | 隸屬南斯拉夫的一部分 | 隸屬南斯拉夫的一部分 | 隸屬南斯拉夫的一部分 | 隸屬南斯拉夫的一部分 | 隸屬南斯拉夫的一部分 | 隸屬南斯拉夫的一部分 |
| 1980年 | 隸屬南斯拉夫的一部分 | 隸屬南斯拉夫的一部分 | 隸屬南斯拉夫的一部分 | 隸屬南斯拉夫的一部分 | 隸屬南斯拉夫的一部分 | 隸屬南斯拉夫的一部分 | 隸屬南斯拉夫的一部分 | 隸屬南斯拉夫的一部分 |
| 1984年 | 隸屬南斯拉夫的一部分 | 隸屬南斯拉夫的一部分 | 隸屬南斯拉夫的一部分 | 隸屬南斯拉夫的一部分 | 隸屬南斯拉夫的一部分 | 隸屬南斯拉夫的一部分 | 隸屬南斯拉夫的一部分 | 隸屬南斯拉夫的一部分 |
| 1988年 | 隸屬南斯拉夫的一部分 | 隸屬南斯拉夫的一部分 | 隸屬南斯拉夫的一部分 | 隸屬南斯拉夫的一部分 | 隸屬南斯拉夫的一部分 | 隸屬南斯拉夫的一部分 | 隸屬南斯拉夫的一部分 | 隸屬南斯拉夫的一部分 |
| 1992年 | 隸屬南斯拉夫的一部分 | 隸屬南斯拉夫的一部分 | 隸屬南斯拉夫的一部分 | 隸屬南斯拉夫的一部分 | 隸屬南斯拉夫的一部分 | 隸屬南斯拉夫的一部分 | 隸屬南斯拉夫的一部分 | 隸屬南斯拉夫的一部分 |
| 1996年 | 八強                 | 4                    | 2                    | 0                    | 2                    | 5                    | 5                    |                      |
| 2000年 | 未能晉級             | -                    | -                    | -                    | -                    | -                    | -                    |                      |
| 2004年 | 小組賽               | 3                    | 0                    | 2                    | 1                    | 4                    | 6                    |                      |
| 2008年 | 八強                 | 4                    | 3                    | 1                    | 0                    | 5                    | 2                    |                      |
| 2012年 | 小組賽               | 3                    | 1                    | 1                    | 1                    | 4                    | 3                    |                      |
| 2016年 | 十六強               | 4                    | 2                    | 1                    | 1                    | 5                    | 4                    |                      |
| 2020年 | 十六強               | 4                    | 1                    | 1                    | 2                    | 7                    | 8                    |                      |
| 2024年 | 小组赛               | 3                    | 0                    | 2                    | 1                    | 3                    | 6                    |                      |
| 總結   | 7/8                  | 22                   | 9                    | 8                    | 8                    | 33                   | 34                   |                      |

### 歐足聯國家聯賽成绩
| 年份    | 最终成绩       | 场数 | 胜 | 和* | 负 | 入球 | 失球 | 備考  |
| ------- | -------------- | ---- | -- | --- | -- | ---- | ---- | ----- |
| 2018–19 | 未能晉身決賽週 | 4    | 1  | 1   | 2  | 4    | 10   | 聯賽A |
| 2020–21 | 未能晉身決賽週 | 6    | 1  | 0   | 5  | 9    | 16   | 聯賽A |
| 2022–23 | 亞軍           | 8    | 5  | 2   | 1  | 12   | 8    | 聯賽A |
| 总结    | 1/3            | 18   | 7  | 3   | 8  | 25   | 34   | --    |

（*）包括淘汰赛阶段要以延长赛或十二码决胜之和局（90分钟）。

## 近賽成績

### 2024年歐洲足球錦標賽外圍賽
| 排名 | 隊伍     | 賽 | 勝 | 和 | 負 | 得 | 失 | 差  | 分 | 獲得資格               |     |     |     |     |     |     |
| ---- | -------- | -- | -- | -- | -- | -- | -- | --- | -- | ---------------------- | --- | --- | --- | --- | --- | --- |
| 1    | 土耳其   | 8  | 5  | 2  | 1  | 14 | 7  | +7  | 17 | 晉級決賽周賽事         |     | —   | 0–2 | 2–0 | 1–1 | 4–0 |
| 2    |          | 8  | 5  | 1  | 2  | 13 | 4  | +9  | 16 | 晉級決賽周賽事         |     | 0–1 | —   | 1–1 | 1–0 | 5–0 |
| 3    |          | 8  | 3  | 3  | 2  | 10 | 10 | 0   | 12 | 通過國家聯賽晉身附加賽 |     | 1–1 | 2–1 | —   | 2–4 | 1–0 |
| 4    | 亞美尼亞 | 8  | 2  | 2  | 4  | 9  | 11 | −2  | 8  |                        |     | 1–2 | 0–1 | 1–1 | —   | 2–1 |
| 5    | 拉脫維亞 | 8  | 1  | 0  | 7  | 5  | 19 | −14 | 3  |                        | 2–3 | 0–2 | 0–2 | 2–0 | —   |     |

## 球員名單

### 入選球員名單
- 以下是2024年歐洲國家盃26人正選名單
- 名單更新日期：2024年6月7日

| 號碼 | 位置 | 球員姓名                       | 出生日期（年齡）      | 出賽 | 入球 | 效力球會       |
| ---- | ---- | ------------------------------ | --------------------- | ---- | ---- | -------------- |
| 1    |      | 多米尼克·利瓦科維奇（Dominik Livaković） | 1995年1月9日          | 53   | 0    | 薩格勒布戴拿模 |
| 12   |      | （Nediljko Labrović）          | 1999年10月10日        | 1    | 0    | 列積卡         |
| 23   |      | 伊维察·伊胡錫（Ivica Ivušić）        | 1995年2月1日          | 6    | 0    | 帕福斯         |
|      |      |                                |                       |      |      |                |
| 2    | 后卫 | （Josip Stanišić）             | 2000年4月2日          | 17   | 0    | 拜仁慕尼黑     |
| 3    | 后卫 | （Marin Pongračić）            | 1997年9月11日（26歲） | 7    | 0    | 萊切           |
| 4    | 后卫 | 约什科·加華度爾（Joško Gvardiol）      | 2002年1月23日（22歲） | 29   | 2    | 曼城           |
| 5    | 后卫 | （Martin Erlić）               | 1998年1月24日         | 9    | 0    | 薩斯索羅       |
| 6    | 后卫 | （Josip Šutalo）               | 2000年2月28日         | 13   | 0    | 阿積士         |
| 19   | 后卫 | （Borna Sosa）                 | 1998年1月21日         | 20   | 1    | 阿積士         |
| 21   | 后卫 | （Domagoj Vida）               | 1989年4月29日         | 105  | 4    | 希腊           |
| 22   | 后卫 | （Josip Juranović）            | 1995年8月16日         | 37   | 0    | 柏林聯         |
|      |      |                                |                       |      |      |                |
| 7    | 中場 | （Lovro Majer）                | 1998年1月17日         | 30   | 8    | 禾夫斯堡       |
| 8    | 中場 | （Mateo Kovačić）              | 1994年5月6日          | 100  | 5    | 曼城           |
| 10   | 中場 | 卢卡·（Luka Modrić）           | 1985年9月9日          | 174  | 24   | 皇家馬德里     |
| 11   | 中場 | （Marcelo Brozović）           | 1992年11月16日        | 95   | 7    | 艾納斯         |
| 13   | 中場 | （Nikola Vlašić）              | 1997年10月4日         | 55   | 8    | 拖連奴         |
| 15   | 中場 | 馬里奧·帕薩利奇（Mario Pašalić）       | 1995年2月9日          | 62   | 10   | 亞特蘭大       |
| 18   | 前鋒 | 卢卡·（Luka Ivanušec）         | 1998年11月26日        | 20   | 2    | 飛燕諾         |
| 25   | 中場 | 卢卡·（Luka Sučić）            | 2002年9月8日（21歲）  | 6    | 0    | 薩爾斯堡紅牛足 |
| 26   | 中場 | （Martin Baturina）            | 2003年2月16日（21歲） | 3    | 0    | 薩格勒布戴拿模 |
|      |      |                                |                       |      |      |                |
| 9    | 前鋒 | 安德烈·克拉馬里奇（Andrej Kramarić）     | 1991年6月19日         | 92   | 28   | 霍芬海姆       |
| 14   | 前鋒 | （Ivan Perišić）               | 1989年2月2日          | 130  | 33   | 夏德施普列特   |
| 16   | 前鋒 | （Ante Budimir）               | 1991年7月22日（32歲） | 20   | 2    | 奥萨苏纳       |
| 17   | 前鋒 | （Bruno Petković）             | 1994年9月16日         | 37   | 11   | 薩格勒布戴拿模 |
| 20   | 前鋒 | （Marko Pjaca）                | 1995年5月6日（29歲）  | 26   | 1    | 里耶卡         |
| 24   | 前鋒 | （Marco Pašalić）              | 2000年9月14日（23歲） | 5    | 1    | 里耶卡         |

## 球員紀錄

### 進球紀錄
更新日期：2023年11月22日 (三)，粗体字代表現役的球员
| #   | 姓名                                | 时期      | 进球 | 出场 |
| --- | ----------------------------------- | --------- | ---- | ---- |
| 1   | （Davor Šuker）                     | 1991–2002 | 45   | 69   |
| =2  | 马里奥·曼祖基奇 （Mario Mandžukić） | 2007–2018 | 33   | 89   |
| =2  | 伊萬·佩里希奇 （Ivan Perišić）      | 2011-     | 33   | 129  |
| 4   | （Eduardo）                         | 2004–2014 | 29   | 63   |
| 5   | （Andrej Kramarić）                 | 2014–     | 27   | 89   |
| 6   | 盧卡·莫德里奇 （Luka Modrić）       | 2007-     | 24   | 172  |
| 7   | （Darijo Srna）                     | 2002–2016 | 22   | 134  |
| 8   | （Ivica Olić）                      | 2002–2015 | 20   | 104  |
| 9   | （Niko Kranjčar）                   | 2004–2013 | 16   | 81   |
| =10 | 尼古拉·卡利尼奇 （Nikola Kalinić）  | 2008-2018 | 15   | 42   |
| =10 | （Goran Vlaović）                   | 1992–2002 | 15   | 52   |
| =10 | 伊万·拉基蒂奇 （Ivan Rakitić）      | 2007-2019 | 15   | 106  |

最近更新: 克羅埃西亞 vs. 保加利亞 , 2022-3-30。

### 出場紀錄
更新日期：2023年11月22日 (三)，粗体字代表現役的球员
| #  | 球员                                 | 年期          | 位置 | 代表次数 | 入球 | 入球率 |
| -- | ------------------------------------ | ------------- | ---- | -------- | ---- | ------ |
| 1  | 盧卡·莫德里奇（Luka Modrić）         | 2006 -        | 中場 | 172      | 24   | 0.139  |
| 2  | （Darijo Srna）                      | 2002 - 2016年 | 中場 | 134      | 22   | 0.164  |
| 3  | 伊萬·佩里希奇（Ivan Perišić）        | 2011 -        | 前鋒 | 129      | 33   | 0.256  |
| 4  | 史提皮·皮列提柯沙（Stipe Pletikosa） | 1999 - 2014年 | 門將 | 114      | 0    | 0      |
| 5  | 伊萬·拉基蒂奇（Ivan Rakitić）        | 2007 - 2019年 | 中場 | 106      | 15   | 0.142  |
| 6  | 约瑟普·希穆尼奇（Josip Šimunić）     | 2001 - 2013年 | 後衛 | 105      | 3    | 0.028  |
| 7  | （Ivica Olić）                       | 2002 - 2015年 | 前鋒 | 104      | 20   | 0.192  |
| =8 | 韦德兰·乔尔卢卡（Vedran Ćorluka）    | 2006 - 2018年 | 後衛 | 103      | 4    | 0.038  |
| =8 | 维达（Domagoj Vida）                 | 2010 -        | 後衛 | 103      | 4    | 0.041  |
| 10 | 達里奧·席米奇（Dario Šimić）         | 1996 - 2008年 | 後衛 | 100      | 3    | 0.030  |

## 著名球員
| - 阿廖沙·阿萨诺维奇（Aljoša Asanović） - （Slaven Bilić） - （Zvonimir Boban） - （Alen Bokšić） - （Robert Jarni） - （Ivan Klasnić） - （Dražen Ladić） - （Robert Prosinečki） - （Dado Pršo） - （Zvonimir Soldo） - 尼古拉·卡利尼奇（Nikola Kalinić） | - （Mario Stanić） - （Igor Štimac） - 蘇巴錫（Danijel Subašić） - （Davor Šuker） - （Goran Vlaović） - （Mario Mandzukic） - （Luka Modric） - （Ivan Rakitic） - （Ivica Olic） - 伊萬·佩里希奇（Ivan Perišić） - 羅拔·高華（Robert Kovač） |

## 球迷爭議
克罗地亞球迷、甚至球員曾出現許多爭議行為。2013年11月19日，克羅地亞在世界盃附加賽以2-0擊敗冰島後，克羅地亞隊員約瑟普·希穆尼奇拿著麥克風四度帶領球迷高呼二次大戰時克羅埃西亞法西斯政權使用的口號「za dom! spremni!」，遭到禁賽10場，無緣世界盃並於世界盃當年底退役，纪律處罰的通知還明確說明那是法西斯的口號。2015年6月，克羅地亞在對意大利的2016年歐洲國家盃外圍賽，因有球員或球迷在主場足球場的草地上剪出大型納粹符號的種族歧視行為，該場比賽的已經入場的觀眾隨即全被趕出場，同時被扣一分，該隊接下來的一場主場賽事也變成無觀眾比賽，克羅埃西亞也險丟掉2016年歐洲國家盃的參賽資格。

## 競爭關係
克羅埃西亞的首要世仇是塞爾維亞，這個世仇關係源自於南斯拉夫解體和接續的內戰，並被Goal.com選入十大國際賽世仇組合，也被體育小報《漂白報導》列為最具政治性火藥味的足球對戰組合。兩國已有四次對戰紀錄，克羅埃西亞以一勝三和暫居上風。
克羅埃西亞另一個競爭對手是義大利。克羅埃西亞從1991年獨立建國後便從未輸給義大利。由於克義兩國在地理位置上隔著亞得里亞海相望，因此兩國的比賽又被稱為「亞得里亞的德比」。克羅地亞隊共九度出戰義大利，戰績為三勝五和一負。

## 註腳
1. ↑  根據國際足總的規則，在同一場比賽中，得到兩張黃牌，視同得到一張紅牌，球員應被當場驅逐出場。
2. ↑  根據國際足總的規則，正規時間內不分勝負，在紀錄上屬於和局。之後所進行的互射十二碼，是為了決定晉級隊伍而進行的最終過程。